# أشياء من ذكريات طفولتي: ذكريات في رواية
أشياء من ذكريات طفولتي: ذكريات في رواية هو كتاب من تأليف الكاتب السوري حنا مينه صدرت عن دار الآداب للنشر والتوزيع عام 2010.

## موضوع الكتاب
يُعتبر كتاب أشياء من ذكريات طفولتي: ذكريات في رواية بمثابة سيرة ذاتية للكاتب يتحدث فيها عن طفولته القاسية ويصف معاناته هو الذي نشأ في أسرة فقيرة تكاد تكون معدمة هجرها الأب وتكفلت الأم وحدها برعايتها على الرغم من قهر المجتمع لها ونظرته القاسية للمرأة في ذلك الوقت، لم يتلقى تعليما كافيا واضطر في صغره أن يعمل حمالا بميناء اللاذقية، ثم مصلحا للدراجات الهوائية ثم حلاق قبل عمله بالصحافة والكتابة الأدبية. يتطرق الكاتب أيضًا في هذا الكتاب إلى شغفه بالكتابة وإلى بعض رواياته ولاسيما ثلاثيته التي تناول فيها جوانب أخرى من السيرة الذاتية.

## مقتطفات من الكتاب
- «وقد كنت كما هو معروف، يساريًا وسأبقى.. أما لماذا الأمر كذلك، فإن هذه اللماذا في غير محلها تصوّروا ابن العالم السفلي، العاري ،الحافي الجائع مثلي ومثل ناسي ثم نكون في اليمين الذي يتغذى أطفاله بالشيكولاتة ويركبون الكاديلاك ! مفارقة أليس كذلك؟»
- «إن أكثرنا تطلباً للحب أكثرنا تطلباً للأمن، وأكثرنا حاجة للمرأة أكثرنا خوفاً من فقدانها.»
- «الحب الامومي هو الحب القلبي وهو الحب الزوجي وهو الحب الاسروي، وكذلك هو حب الفكرة والقضية والكفاح والنشوة وكلّ ملذات العيش والبذل والعطاء»
- «كنت أشم رائحة أمي فأعرفها، وأفرح بها، وأستريح اليها، وأندغم فيها وأتنشقها وأهدأ لها.»

## أنظر أيضًا
- قائمة مؤلفات حنا مينه

## وصلات خارجية
- آراء القرّاء حول كتاب أشياء من ذكريات طفولتي: ذكريات في رواية على موقع أبجد
- صفحة كتاب أشياء من ذكريات طفولتي: ذكريات في رواية على موقع جود ريدز